# James Tarkowski
James Alan Tarkowski (Manchester, 19 de novembro de 1992) é um futebolista inglês que atua como zagueiro. Atualmente, joga no Everton.

## Carreira no clube

### Oldham Athletic

#### Primeiros anos
Tarkowski ingressou no clube da League One, o Oldham Athletic, em maio de 2009, em uma bolsa de estudos de dois anos. Ele estreou na equipe reserva em outubro de 2009. Como zagueiro central, Tarkowski foi convocado para a equipe principal pela primeira vez para uma partida da liga contra o Plymouth Argyle em 15 de janeiro de 2011. Sua estreia como titular ocorreu em 22 de janeiro, entrando aos 80 minutos como substituto do lesionado Neal Trotman em uma vitória em casa por 2 a 1 sobre o Brentford. Tarkowski fez sua primeira partida como titular pelo Latics em uma derrota por 1 a 0 para o Leyton Orient em 12 de março e jogou os 90 minutos completos. Ele recebeu um contrato profissional de dois anos pelo clube em maio de 2011. Ele fez 9 aparições durante a segunda metade da temporada 2010–11.
Tarkowski teve que esperar até 10 de dezembro de 2011 para fazer sua primeira aparição na temporada 2011–12, quando entrou como substituto aos 61 minutos para Jean-Yves Mvoto em uma derrota em casa por 2 a 0 para o Sheffield Wednesday. Uma substituição no intervalo na derrota do Oldham por 2 a 1 na primeira perna da final da área norte da Football League Trophy para o Chesterfield em 30 de janeiro de 2012 deu início a uma série que viu Tarkowski incluído em quase todos os elencos do time principal do Oldham até o final da temporada. Tarkowski coroou sua série de aparições marcando seu primeiro gol sênior pelo clube no último dia da temporada em uma vitória por 2 a 1 sobre o Carlisle United. Ele fez 18 aparições durante a temporada 2011–12 e marcou um gol.

#### Destaque
Tarkowski começou a temporada 2012–13 como zagueiro central titular ao lado de Jean-Yves Mvoto e iniciou os seis primeiros jogos da temporada do Oldham. Ele marcou seu primeiro gol da temporada em uma vitória por 2 a 0 sobre o Crewe Alexandra em 2 de outubro de 2012. Tarkowski teve participação na campanha do Oldham até a quinta rodada da FA Cup, jogando na vitória da primeira rodada sobre o time da Conference Premier Kidderminster Harriers e iniciando o jogo em casa e a derrota no replay fora de casa para o time da Premier League Everton na quinta rodada. Ele marcou seu segundo gol da temporada em uma vitória por 2 a 1 sobre o Stevenage em 19 de fevereiro de 2013. Tarkowski fez 26 aparições e marcou dois gols durante a temporada 2012–13. Ele assinou um novo contrato de dois anos no verão de 2013.

#### Ascensão

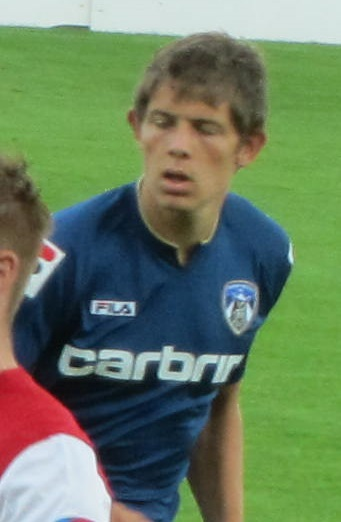
Tarkowski jogando pelo Oldham Athletic em 2012

Tarkowski começou a temporada 2013–14 com tudo, marcando o primeiro gol do Oldham em uma vitória fora de casa por 4 a 3 sobre o Stevenage no primeiro dia. Ele foi escolhido pelos torcedores do Latics como o Jogador do Mês de agosto de 2013. Agora atuando como zagueiro central ao lado de Jonathan Grounds, Tarkowski marcou seu segundo gol em uma derrota por 2 a 1 para o Preston North End em 9 de setembro de 2013. Tarkowski foi um jogador constante nas campanhas do Oldham até a semifinal da área norte da Football League Trophy e até a terceira rodada da FA Cup. Ele começou o jogo da terceira rodada da FA Cup contra o time da Premier League Liverpool em Anfield e marcou um gol contra aos 82 minutos, o que resultou na derrota do Latics por 2 a 0. A boa forma de Tarkowski o viu receber uma nova proposta de contrato, estendendo-o até o final da temporada 2016–17 em 22 de janeiro de 2014, mas ele deixou o Boundary Park 9 dias depois. Durante seu tempo com o Latics, Tarkowski fez 89 aparições e marcou seis gols.

### Brentford
Tarkowski assinou com o clube da League One, o Brentford, em um contrato de três anos e meio por uma taxa não divulgada em 31 de janeiro de 2014. Depois de um período no banco, ele fez sua estreia pelo Brentford como titular em um empate por 0 a 0 fora de casa contra o Carlisle United em 1 de março. Ele marcou seu primeiro gol pelo clube em sua terceira partida, cabeceando para garantir a vitória por 2 a 0 sobre o Tranmere Rovers em 11 de março. Quatro dias depois, Tarkowski foi expulso pela segunda vez em sua carreira durante uma vitória por 1 a 0 sobre o Leyton Orient. Após a promoção do Brentford para a Championship em 18 de abril, Tarkowski marcou seu segundo gol pelo clube em um empate por 2 a 2 no Milton Keynes Dons em 21 de abril. Ele encerrou a temporada 2013–14 com 13 aparições e dois gols.
Tarkowski começou sua primeira temporada no nível do Campeonato como um jogador presente em todas as partidas do Brentford na liga. Ele sofreu uma queda de forma em setembro e início de outubro, assumindo a responsabilidade de bater seu primeiro pênalti pelo clube em uma partida da liga contra o Leeds United em 27 de setembro e mandando a bola por cima do travessão. Ele escapou do constrangimento, com Jota e Alan McCormack marcando nos 2 a 0 finais. Tarkowski cometeu um pênalti em uma derrota por 2 a 1 para o Watford em 30 de setembro e recebeu seu quarto cartão amarelo da temporada (o terceiro em quatro partidas). Outro cartão amarelo em um empate por 0 a 0 com o Wigan Athletic em 18 de outubro o viu ser suspenso e ele não apareceu novamente até 28 de dezembro, marcando o que se mostrou ser o gol da vitória do Wolverhampton Wanderers com um gol contra em uma derrota por 2 a 1. Apesar do erro, Tarkowski manteve sua posição como titular e marcou seu primeiro gol da temporada contra o Reading em 25 de abril de 2015, garantindo os pontos com o segundo gol em uma vitória por 2 a 0. Tarkowski teve a oportunidade de converter um pênalti tardio para marcar dois gols em duas partidas no jogo seguinte contra o Wigan Athletic, mas sua falha fez pouca diferença com o Bees já liderando por 3 a 0. Ele apareceu nos dois jogos da derrota agregada por 5 a 1 do Brentford nas semifinais dos playoffs para o Middlesbrough e terminou a temporada 2014–15 com 38 aparições e um gol.

### Burnley

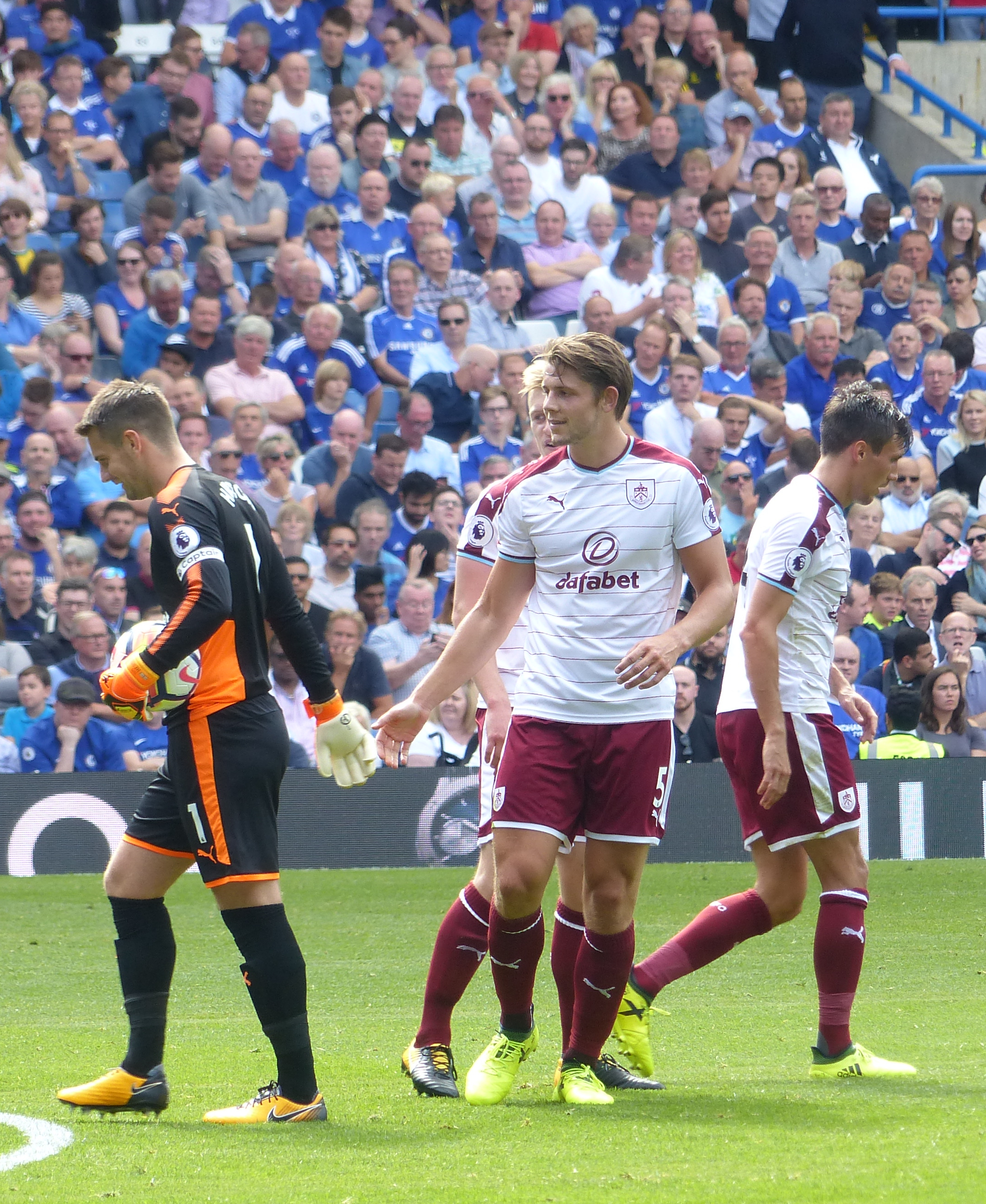
Tarkowski (centro) jogando pelo Burnley em 2017

Em 1 de fevereiro de 2016, Tarkowski assinou um contrato de três anos e meio com o clube da Championship Burnley por uma taxa não divulgada. Tarkowski fez sua estreia pelo clube em 20 de fevereiro contra o Rotherham United, entrando como substituto no primeiro tempo de Michael Keane, que foi forçado a sair com uma lesão na cabeça. Tarkowski substituiu Keane nos dois jogos seguintes, com o Burnley vitorioso contra o Nottingham Forest e o Bolton Wanderers. No entanto, Keane foi preferido pelo técnico Sean Dyche como zagueiro central direito em seu retorno à forma física, enquanto Tarkowski foi limitado a uma única aparição como substituto pelo resto da temporada. Na terceira posição na tabela na época da contratação de Tarkowski, o Burnley ficou invicto pelo resto da temporada enquanto conquistava seu terceiro título de segunda divisão na história e a promoção direta para a Premier League em sua primeira tentativa.
Tarkowski recebeu a braçadeira de capitão para a derrota por 1 a 0 do Burnley na prorrogação para o Accrington Stanley da quarta divisão na Copa da Liga em 24 de agosto, depois que Dyche fez 10 mudanças na equipe que surpreendeu o Liverpool quatro dias antes. Tarkowski fez sua estreia na Premier League em 27 de agosto no Chelsea, entrando como substituto e recebendo um cartão amarelo por uma falta no lance do último gol do Chelsea na derrota por 3 a 0. Incapaz de romper a parceria preferida de zagueiros centrais de Keane e Ben Mee, Tarkowski teve pouco tempo de jogo, apesar de estar sempre presente no banco. Ele foi substituído no intervalo em 23 de abril de 2017 contra o Manchester United por Mee, que saiu com uma lesão na canela, abrindo caminho para sua primeira titularidade na Premier League em 29 de abril contra o Crystal Palace. Tarkowski suport
ou ser atingido por um objeto lançado por um torcedor do Palace durante as comemorações do gol de abertura de Ashley Barnes rumo a um jogo sem sofrer gols. O técnico Dyche elogiou sua atuação como "notável". Tarkowski manteria seu lugar na equipe nas últimas quatro partidas do Burnley, durante as quais o Burnley garantiu sua participação na próxima edição.
Durante a janela de transferências de verão, o colega de equipe Michael Keane saiu para o Everton, permitindo que Tarkowski se alinhasse com Mee no centro da defesa do Burnley em tempo integral. Inicialmente designado com a camisa número 26, Tarkowski assumiu a camisa número 5 deixada por Keane antes da temporada. A atuação de Tarkowski contra o Crystal Palace em 10 de setembro foi considerada digna de Homem do Jogo pela Sky Sports, já que Tarkowski segurou Benteke e o Palace sem gols. Seus 17 afastamentos na partida foram os mais de qualquer pessoa na Premier League naquela temporada, superando uma marca anteriormente mantida por ele mesmo na surpreendente vitória na primeira rodada do Chelsea sobre o Chelsea.
Ele marcou no jogo de abertura do Burnley contra o Brighton & Hove Albion na temporada Premier League de 2021–22. Em 10 de junho, o Burnley anunciou que Tarkowski deixaria o clube no final de junho quando seu contrato expirasse.

### Everton
Em 2 de julho de 2022, Tarkowski assinou com o clube da Premier League Everton gratuitamente após ser liberado pelo Burnley, assinando um contrato de quatro anos. Em 6 de agosto de 2022, Tarkowski fez sua estreia pelo clube em uma derrota por 1 a 0 contra o Chelsea na Premier League em casa. Tarkowski marcou seu primeiro gol, um cabeceio imponente de um escanteio em 4 de fevereiro de 2023 pelo Everton quando sua equipe venceu o líder da liga Arsenal por 1 a 0 em Goodison Park. Na temporada 2022–23, ele foi o único jogador de linha a disputar os 3.420 minutos na Premier League. Além disso, ele conseguiu produzir o maior número de bloqueios naquela temporada com um total de 76.